# The Socratic method
The Socratic method (titulado El método socrático en Argentina, Método socrático en España y Esquizofrenia en otros países hispanohablantes) es el sexto episodio de la primera temporada de la serie estadounidense House M. D.. Fue estrenado el 21 de diciembre de 2004 en Estados Unidos y emitido el 7 de febrero de 2006 en España.
Una mujer con esquizofrenia ingresa en el hospital con un trombo. El equipo de House cree que el trombo se debe a la esquizofrenia. El hijo de la mujer, un adolescente, es el único que se hace cargo de ella. Este le da una copa de alcohol cada día. Sospechas y dudas se ciernen sobre este capítulo.

## Sinopsis
El título hace referencia al método de Sócrates para descubrir la verdad, a partir del diálogo con otros, mediante la utilización de la ironía y la mayéutica, una situación que se corresponde con la forma en la que House dirige a su equipo. En una conversación con Wilson, House dice que el método socrático es el mejor modo de enseñanza. En esa conversación, House también menciona que Sócrates, Newton y Syd Barrett eran esquizofrénicos. El tema, efectivamente, es mencionado en algunos textos, aunque no de modo tan conclusivo como lo hace House en la serie.

### Caso principal
Una mujer llamada Lucille Palmero, a la que han diagnosticado esquizofrenia el año anterior, acude a una oficina del Departamento de Empleo de Nueva Jersey, acompañada por su hijo de 18 años, Luke, para renovar la pensión por incapacidad. Mientras está siendo atendida oye voces en su cabeza, siente un fuerte dolor en la pierna y sufre un ataque como consecuencia de un coágulo de sangre.
Luego de ser atendida de emergencia en el Hospital Universitario Princeton-Plainsboro, un médico le explica a Luke que su madre se encuentra estable, tras haber sufrido una pequeña embolia pulmonar. Pero el médico le indica también que registraron que su madre tenía una considerable cantidad de alcohol en sangre (0,12), aun siendo horas de la mañana. Luke, que anota en un cuaderno todas las novedades de salud de su madre, reconoce que le dio un poco de vodka para tranquilizarla, pero que es muy cuidadoso con eso. El médico, en cambio, piensa que la mujer es alcohólica y debido a ello se mueve poco, explicando así la trombosis venosa profunda (TVP) que padece, encontrándose en condiciones de ser dada de alta.  
El doctor Gregory House escucha la conversación, desconfía del diagnóstico del médico y se interesa por el caso. ¿Por qué una mujer de 38 años desarrolla una trombosis venosa profunda, cuando esta es una enfermedad que afecta a personas con al menos 50 años? Su amigo, el doctor Wilson, opina que el caso no tiene ninguna complejidad y que la razón por la que House se interesa es porque la paciente tiene esquizofrenia. Los médicos del equipo de House también discuten entre sí la razón por la que el protagonista se interesa tanto en la esquizofrenia y en la locura en general. En el futuro House sufrirá ingresos relacionados con alucinaciones y abuso de drogas, y en algunos sitios se ha planteado la cuestión de si House podría padecer esquizofrenia.
En una conducta completamente inusual en él, House visita a su paciente y conversa extensamente con ella. Allí nota que Lucille hace dos meses que no se depila las piernas a causa de los temblores que sufre, indicándole que algo sucedió dos meses atrás. House ordena realizar varios análisis y suspender todos los psicofármacos.
Foreman intenta extraerle sangre a Lucille, pero como ella se resiste gritando que se la quieren robar, decide darle haldol, un antipsicótico, para dejarla sin conocimiento. Esa noche, Lucielle vomita una gran cantidad de sangre y House reprende duramente a Foreman por haber desobedecido su orden de suspender todos los psicofármacos y haberle dado haldol.
Los análisis de sangre revelan que la paciente tiene un tiempo de protrombina (PT) prolongado y House lo atribuye a una deficiencia de vitamina K, debido a su papel en los procesos de coagulación de la sangre. Cameron, por su parte, sostiene que los síntomas pueden deberse al consumo de ampicilina, mientras que Chase sostiene la teoría del alcoholismo, que ya había propuesto el primer médico en atenderla. House ordena realizar estudios dirigidos a verificar las tres hipótesis.  
Foreman y Chase registran la casa de la paciente para ver si encuentran ampicilina, que le fue recetada para aliviar un dolor de garganta. Foreman encuentra una caja metálica con medicamentos, entre ellos un frasco de ampicilina, pero sin abrir. También encuentran que en la heladera solo hay cajas de hamburguesas, sugiriendo así que la dieta no incluye vitamina K y que House tenía razón.
Luke dice que eso es lo único que su madre acepta comer, así que la teoría de House sobre la vitamina K se refuerza y ordena simplemente "atiborrarla" de la vitamina faltante. Luke por su parte se siente culpable, porque si bien había verificado que la comida contuviera vitaminas, desconocía la importancia de la vitamina K. Pero House le dice que ha hecho un gran trabajo cuidando a su madre y averigua, simulando que examina la fisis o cartílago del crecimiento en una radiografía, que Luke apenas tiene 15 años.
Chase, por su parte, se niega a creer que la causa sea simplemente una carencia de Vitamina K, y continúa pensando que es el alcohol. Él y Cameron hacen una ecografía del hígado de Lucille y descubren que tiene cirrosis -confirmándose así la hipótesis del alcoholismo- y un gran tumor canceroso que le pronostica no más de dos meses de vida. Lucille necesita un trasplante, pero su condición de alcohólica, pobre y esquizofrénica, la excluye de poder calificarse para el mismo.
House sugiere operar, pero el tamaño del tumor (5,8 cm) les indica que Bergin, el cirujano, rechazará la cirugía. House pregunta entonces si la operación sería posible de medir el tumor 4,6 cm. Es Cameron la que le responde que los tumores no se reducen sino que crecen, pero a House se le ocurre inyectarle etanol, con el fin de desecar las células del tumor y reducir su tamaño, para engañar al cirujano. El cirujano opera a Lucille, pero se enfada al descubrir la maniobra y amenaza a limitarse a "cerrar" al paciente en la siguiente oportunidad en que intente lo mismo. 
Los servicios sociales aparecen para llevarse a Luke a un albergue estatal y House empieza a dudar de que Lucille esté realmente loca. Lo primero que descubre es que fue la mujer la que llamó al servicio social para que se hicieran cargo de su hijo, demostrando una racionalidad, incluso a costa de su propio beneficio, que no encaja con la esquizofrenia ("el sacrificio no es un síntoma de la esquizofrenia").

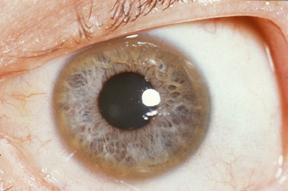
Anillo de Kayser-Fleischer, característicos de la enfermedad de Wilson.

Ya de madrugada, House revisa el cuaderno de Luke y comienza a llamar a los médicos que consultó Lucille, verificando que cada especialista le diagnosticó una enfermedad diferente, cada uno dentro de su propia especialidad. Reúne a su equipo para buscar otras explicaciones y a Cameron se le ocurre que podría ser la enfermedad de Wilson, una rara afección genética que se caracteriza por acumular cobre en el cuerpo, y que entre los síntomas incluye problemas neurológicos, cirrosis y cataratas. Los médicos se dirigen directamente a la habitación de Lucille con una Lámpara de hendidurapara hacerle una prueba rápida, con la que verifican que presenta unos anillos coloreados de cobre alrededor de sus córneas (anillo de Kayser-Fleischer), que confirman la enfermedad. 
Después de unos días, Lucille, totalmente recuperada (que se nota porque ella misma lee un libro (The Wild Swans at Coole, de W.B. Yeats) que todas las noches su hijo le leía (también una noche House se lo lee), se reúne con su hijo Luke, mientras que House asume la responsabilidad de la llamada a los servicios sociales.

### Atención clínica de rutina
En la atención clínica de rutina, que House detesta porque le aburre la ausencia de problemas médicos complejos, examina a una niña a la que su madre llevó al hospital con una excusa, para que un médico la convenza de aceptar para su cumpleaños un pastel sin azúcar, para evitar la obesidad. También atiende a un hombre maduro que fue a consultar por sufrir un hipo persistente, pese a haber intentado lo que él denomina todas las formas para cortar el hipo, entre las que incluye golpearse a sí mismo. Interrogado por House sobre esta última forma, el paciente le indica que se pegó cachetazos. House entonces le indica que ese es el método que enseña la Universidad de Harvard y le recomienda que siga pegándose cachetazos hasta que se corte el hipo.

### Relaciones entre los personajes
Cameron descubre que es el cumpleaños de House y le felicita, además de contárselo a Cuddy, quien a la mañana siguiente había preparado una tarjeta de cumpleaños, pero finalmente la oculta y la tira a la basura, luego de que House se refiriera cínicamente a un eventual regalo de cumpleaños.
House tiene un extraño caso de acercamiento con los pacientes ya que se muestra no tan cínico con Luke y a su vez se acerca a hablar y cuidar a Lucille cuando Luke no está, incluso cubre la traición de ella asumiendo la autoría de la llamada a servicios sociales para evitar crear un conflicto en la relación de ellos aunque Luke dice que jamás lo perdonará por eso.

## Diagnóstico
Lucille Palmero había sido mal diagnósticada como esquizofrénica. Padecía de una extraña afección: la enfermedad de Wilson.